# Stress (kortspel)
Stress är ett kortspel för två spelare och hör till kategorin patiensspel, det vill säga patienser som är avsedda för mer än en person.
Hela kortleken fördelas mellan de båda spelarna, som får varsin plockhög med 26 kort, med baksidan uppåt. Spelarna tar sedan fyra kort från den egna plockhögen och lägger dessa med framsidan uppåt i en rad framför sig. Spelet börjar med att båda deltagarna tar ytterligare ett kort var från plockhögen och exakt samtidigt lägger dem bredvid varandra i mitten av bordet med framsidan uppåt. Dessa kort utgör början på spelhögarna. 
Spelet går ut på att flytta kort från den egna kortraden till spelhögarna, den egna eller motståndarens, i stigande eller fallande valör, utan hänsyn till färg. Man behöver inte vänta på sin tur, utan får flytta kort så fort man uppmärksammat att möjligheten finns. Varje gång man tagit ett kort från sin rad ska man fylla på från plockhögen, så att raden hela tiden innehåller fyra kort. När det inte längre går att flytta några kort, startar spelet om genom att spelarna åter tar varsitt kort från plockhögen och lägger på sin spelhög.
Om två kort av samma valör samtidigt ligger överst i spelhögarna, ska man ropa ”stress” och slå med handen på en av högarna. Den som är långsammast med att göra detta måste ta upp båda spelhögarna och lägga i sin plockhög. 
Den som först blivit av med alla sina kort vinner spelet.